# Українське православне наукове богословське товариство в Канаді
Украї́нське правосла́вне науко́ве богосло́вське товари́ство в Кана́ді (УПНБТ в Канаді) — релігійна організація, утворена 1954 року з Науково-богословського товариства (заснованого 1948 року викладачами Колегії святого Андрея у Вінніпезі та іншими православними діячами).
Головою УПНБТ був до 1972 року митрополит Іларіон, згодом отець С. Савчук, від 1978 року — о. О. Кравченко. По смерті митрополита Іларіона товариство названо його іменем.
Товариство видавало журнал «Віра й культура» (1954 — 1967) й наукові та популярні релігійні праці.
Видатні члени товариства: архієпископ Мстислав Скрипник і Андрій Метюк, оо. С. Савчук, Ф. Кульчинський, С. Ґерус, зі світських Дмитро Дорошенко, І. Власовський, П. Маценко та ін.